# Геннадий (Ребеза)
Преподобномученик Геннадий (в миру Григорий Матвеевич Ребеза; 22 апреля [4 мая] 1872, Янкулов, Винницкий уезд — 2 декабря 1937, Казахская ССР) — священнослужитель, наместник Бизюкова Григорьевского мужского монастыря Херсонской епархии, духовник Одесского и Херсонского митрополита Анатолия (Грисюка), святой Русской православной церкви.
Прославлен постановлением Священного синода Русской православной церкви от 28 декабря 1999 года. Канонизирован со своим именем в миру — Григорий. В настоящее время почитается под монашеским именем Геннадий.

## Биография
Родился 22 апреля (4 мая) 1872 года в селе Янкулов Винницкого уезда Подольской губернии в крестьянской семье. Дополнтельных сведений о жизни Геннадия Ребезы сохранилось мало.

## Монашество
Время его монашеского пострига неизвестно. По анкетным данным, «служитель религиозного культа с 1895 г. Монах с природы не женатый». В 1906 году подвизался в Глинской пустыни
В 1907 году подвизался в Добрушском Никольском монастыре Кишинёвской епархии. Служил экономом при архиерейском доме в Кишинёве. Кроме хозяйственных обязанностей и архиерейских богослужений принимал участие в общественных церковных торжествах.
В годы первой мировой войны сопровождал из Кишинёва поезда в Ставку Верховного главнокомандующего в Барановичах, где совершал богослужения.
В достоинство архимандрита возведён до революции 1917 года. В 1919 году переехал в Одессу, где при митрополите Одесском и Херсонском Платоне (Рождественском) служил в храме святителя Димитрия Ростовского на Втором христианском кладбище.
Был наместником Бизюкова Григорьевского мужского монастыря Херсонской епархии. В 1920 году митрополит Платон (Рождественский) предлагал ехать с ним в Константинополь, а потом в Америку, но отец Геннадий решил остаться. Был назначен в церковь Вознесения Господня (Мещанскую). Совершал тайные постриги в монашество, был духовником митрополита Одесского и Херсонского Анатолия (Грисюка).

## Аресты и мученическая кончина
В июле 1927 года был арестован. Освобождён после трех месяцев заключения без предъявления обвинения.
В 1932 году по делу о сдаче ценностей заключен в тюрьму на два месяца, где подвергался пыткам.
9 декабря 1936 года арестован по обвинению в «контрреволюционной агитации» и «поддержании связи» с Истинно Православной Церковью.
13 июня 1937 года ОСО при народном комиссаре внутренних дел СССР приговорен к ссылке в Казахстан сроком на пять лет. Проживал в посёлке Майское Бескарагайского района Павлодарской области.
25 ноября 1937 года был арестован по обвинению в «контрреволюционной работе при нахождении в ссылке», виновным себя не признал.
1 декабря 1937 года Особой тройкой при УНКВД по Восточно-Казахстанской области приговорен к расстрелу.
Расстрелян 2 декабря 1937 года в два часа ночи. Погребен в безвестной общей могиле.

## Реабилитация
17 мая 1956 года был реабилитирован президиумом Павлодарского областного суда по 1937 году репрессий.

## Канонизация и прославление
Причислен к лику новомучеников и исповедников Российских решением Архиерейского Собора Русской Православной Церкви 13 августа 2000 года от Алма-Атинской епархии.
Дата празднования Собора новомучеников и исповедников Церкви Русской — 7 февраля (нов.ст.), если дата приходится на воскресный день; в предшествующий воскресный день, если 7 февраля— понедельник, вторник или среда; в последующий воскресный день, если 7 февраля — четверг, пятницу или суббота.
9 февраля 2006 года по благословению Священного Синода Украинской Православной Церкви (журнал № 12) во главе с Блаженнейшим Митрополитом Киевским и всея Украины Владимиром было установлено празднование Собора Одесских Святых, куда среди прочих 24 подвижников, жизнь и подвиг которых связаны с Одесской землёй, был причислен и Преподобномученик Геннадий (Ребеза).

Дата празднования Собора Одесских Святых — третья неделя по Пятидесятнице.
14 июня 2011 года по благословению Священного Синода Украинской Православной Церкви (журнал № 24) во главе с Блаженнейшим Митрополитом Киевским и всея Украины Владимиром было установлено празднование Собора Полтавских Святых, куда среди прочих 59 подвижников, жизнь и подвиг которых связаны с Полтавской землёй, был причислен и Преподобномученик Геннадий (Ребеза).

Дата празднования Собора Полтавских Святых — 12 октября (по новому стилю).
23 декабря 2014 года по благословению Священного Синода Украинской Православной Церкви (журнал № 87) во главе с Блаженнейшим Митрополитом Киевским и всея Украины Онуфрием было установлено празднование Собора Херсонских Святых, куда среди прочих 17 подвижников, жизнь и подвиг которых связаны с Херсонской землёй, был причислен и Преподобномученик Геннадий (Ребеза).

Дата празднования Собора Херсонских Святых — 5 сентября (по новому стилю).
1 апреля 2015 года по благословению Священного Синода Украинской Православной Церкви (журнал № 15) во главе с Блаженнейшим Митрополитом Киевским и всея Украины Онуфрием было установлено празднование Собора Святых Винницкой земли, куда среди прочих 15 подвижников, жизнь и подвиг которых связаны с Винничиной, был причислен и Преподобномученик Геннадий (Ребеза), архимандрит (+ 1937).

Дата празднования Собора Винницких Святых — 14 сентября (по новому стилю) в день начала индикта (церковного новолетия).